# Архитектурные потери Берлина во Второй мировой войне
Архитектурные потери Берлина во Второй мировой войне составляют утраты памятников, разрушенных в ходе бомбардировок и штурма города. Бомбардировки продолжались практически на протяжении всего периода войны, достигнув наибольшей интенсивности в 1944—1945 годах. Некоторые из зданий были реконструированы и воссозданы с разной степенью вмешательства в первоначальный облик (Берлинский кафедральный собор, Рейхстаг), некоторые — воссозданы (Новый музей, Городской дворец), некоторые — разобраны окончательно (Дворец Арнима, Потсдамские ворота). Война существенно изменила облик города, а значительные разрушения открыли путь к новой, послевоенной застройке и новым архитектурным стилям.